# 그로테스크하고 아라베스크한 이야기들

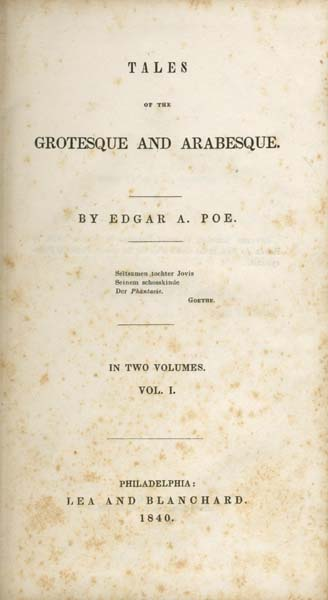
제1권 속표지.

《그로테스크하고 아라베스크한 이야기들》(Tales of the Grotesque and Arabesque)은 에드거 앨런 포가 1840년 이전까지 쓴 단편소설들을 모아 출판한 두 권짜리 단편집이다.

## 목차
제1권
- 〈모렐라〉("Morella")
- "Lionizing"
- 〈윌리엄 윌슨〉("William Wilson")
- 〈소모된 사나이〉("The Man That Was Used Up")
- 〈어셔 가문의 몰락〉("The Fall of the House of Usher")
- "The Duc de L'Omelette"
- 〈병 속에서 발견된 원고〉("MS. Found in a Bottle")
- 〈봉봉〉("Bon-Bon")
- 〈그림자 우화〉("Shadow — A Parable")
- 〈종탑 안 악마〉("The Devil in the Belfry")
- 〈라지어〉("Ligeia")
- "King Pest — A Tale Containing an Allegory"
- "The Signora Zenobia"
- "The Scythe of Time"

제2권
- 〈에피마네스〉("Epimanes")
- 〈시오페〉("Siope")
- 〈한스 프팔의 미증유의 모험〉("The Unparalleled Adventure of One Hans Pfaall")
- 〈예루살렘 이야기〉("A Tale of Jerusalem")
- 〈폰 융〉("Von Jung")
- 〈숨막힘〉("Loss of Breath")
- 〈메쳉거슈타인〉("Metzengerstein")
- 〈베레니케〉("Berenice")
- 〈어째서 어린 프랑스인은 무릿매를 손에 들었나〉("Why the Little Frenchman Wears His Hand in a Sling")
- 〈예지력〉("The Visionary")
- 〈에이로스와 차르미온의 대화〉("The Conversation of Eiros and Charmion")
- 〈부록〉("Appendix")